# Epiphragma (Eupolyphragma) joculator
Epiphragma (Eupolyphragma) joculator is een tweevleugelige uit de familie steltmuggen (Limoniidae). De soort komt voor in het Australaziatisch gebied.